# Dipterocarpus bourdillonii
Dipterocarpus bourdillonii là một loài thực vật có hoa trong họ Dầu. Loài này được Brandis mô tả khoa học đầu tiên năm 1895.